# 銀座クルーズ
株式会社ムーンエレファントジャパン　銀座クルーズ事業部は、飲食業を中心とした事業を展開している日本の企業である。

## 概要
1995年7月に株式会社銀座クルーズとして東京都中央区で創業。
本社は東京豊島区東池袋のサンシャイン60 - 58階に所在している。首都圏を中心に高級レストランを運営している。
モダンフレンチ「CRUISE CRUISE」、イタリアン「VENIRE VENIRE」、日本料理「星のなる木」の3ブランドの飲食店がある。
2021年11月より株式会社ムーンエレファントジャパン銀座クルーズ事業部に再編。
ECサイト運営及びオンライン会食向け商品を扱う「クルーズPlus」事業を開始している。

## 特長
展開する店舗は、どのレストランも高級志向の店舗となっている。他の飲食業チェーン企業が展開するような、居酒屋やファミリーレストランのような低価格志向の業態は採用しておらず、その点が同社の店の特徴の一つとなっている。加えて、席数も多く大規模なレストランとなっている。その為、結婚式の披露宴やパーティーなどで使用されることも多い。一方、星のなる木は少人数向け個室利用を特徴として、顔合わせや接待での利用が多い。2020年頃からオンラインパーティー向け商品と取り扱い、首都圏外のニーズに対応している。

## 店舗
- SUNSHINE CRUISE CRUISE（東京都豊島区）
- 青山 星のなる木（東京都渋谷区）
- 天空の庭 星のなる木（東京都豊島区）
- RISTORANTE VENIRE VENIRE（東京都新宿区）｜
- 横浜 星のなる木（神奈川県横浜市）
- 新宿 星のなる木（東京都新宿区）
- バーチャル空間レストラン「CRUISE CRUISE」（オンラインパーティー商品販売）
- ECサイト「クルーズセレクトショップ」